# ديريك واتسون (محامي)
ديريك واتسون (بالإنجليزية: Derrick Kahala Watson)‏ هو قاضي ومحامي أمريكي، ولد في 9 سبتمبر 1966 في هونولولو في الولايات المتحدة.